# Sunch’ŏn (stacja kolejowa)
Sunch’ŏn (kor. 순천역, Sunch’ŏn-yŏk) – stacja kolejowa w centralnej części Korei Północnej, na 58. kilometrze 819-kilometrowej linii P’yŏngna, łączącej Pjongjang oraz specjalną strefę ekonomiczną Rasŏn. Znajduje się w administracyjnych granicach miasta Sunch’ŏn (prowincja P’yŏngan Południowy).